# 池田慶行
池田 慶行（いけだ よしゆき）は、江戸時代後期の大名。因幡鳥取藩10代藩主。官位は従四位下侍従因幡守、左近衛少将。

## 略歴
鹿奴藩（東館）主・池田仲律の長男として誕生。幼名は亀丸。初名は茂高（しげたか）、茂行（しげゆき）。
天保12年（1841年）、9代藩主池田斉訓が死去した際、養嗣子として10歳で宗家の家督を継ぐ。天保13年（1842年）、12代将軍徳川家慶の前で元服式を行い、偏諱を受け慶行に改名。従四位下、侍従を叙任し、因幡守を名乗る。天保14年（1843年）、佐賀藩10代藩主鍋島斉正の娘・貢姫と婚約する。しかし、のちに婚姻前に慶行が没したため流縁となった。弘化4年（1847年）、左近衛少将に昇任する。
嘉永元年（1848年）、17歳の時に鳥取城で死去した。法名は正国院殿純徳玄明大居士。嗣子が無かったため、前田斉泰の四男を養子・慶栄として跡を継がせた。

## 人物
体格が良く、武具を好み、華美を嫌う。学問にも力を入れ、漢詩をよくした。また絵が巧みで、藩絵師沖一峨を師とし、武者絵を得意とした。

## 系譜
- 父：池田仲律（1805-1850）
- 母：若林氏
- 養父：池田斉訓（1820-1841）
- 婚約者：貢姫 - 鍋島斉正の娘
- 養子
  - 男子：池田慶栄（1834-1850） - 前田斉泰の四男